# ジョサイア・マクラッケン
ジョサイア・マクラッケン（Josiah Calvin McCracken、1874年3月30日 - 1952年2月15日）は、アメリカ合衆国の陸上競技選手。
投てき種目の選手として、1900年パリオリンピックに出場。砲丸投では、優勝したリチャード・シェルドンに次いで銀メダルを獲得。さらに、ハンマー投でも銅メダルを獲得した。また、円盤投にも出場し、10位という結果を残している。